# Osterholzer Landstraße

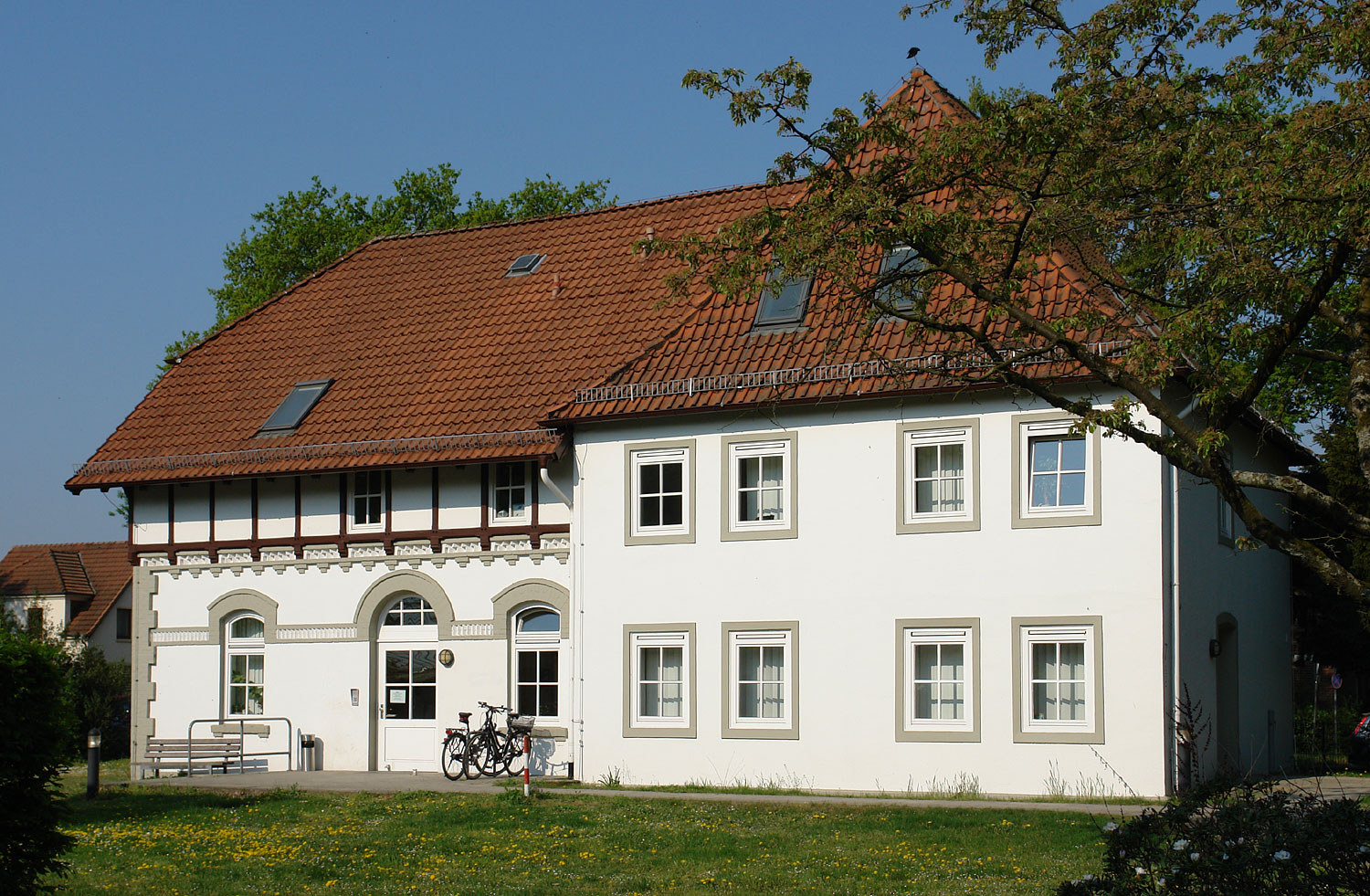
Nr. 51: Haus 7 des Klinikums Bremen-Ost, früher Wärterwohnungen des St. Jürgen Asyls

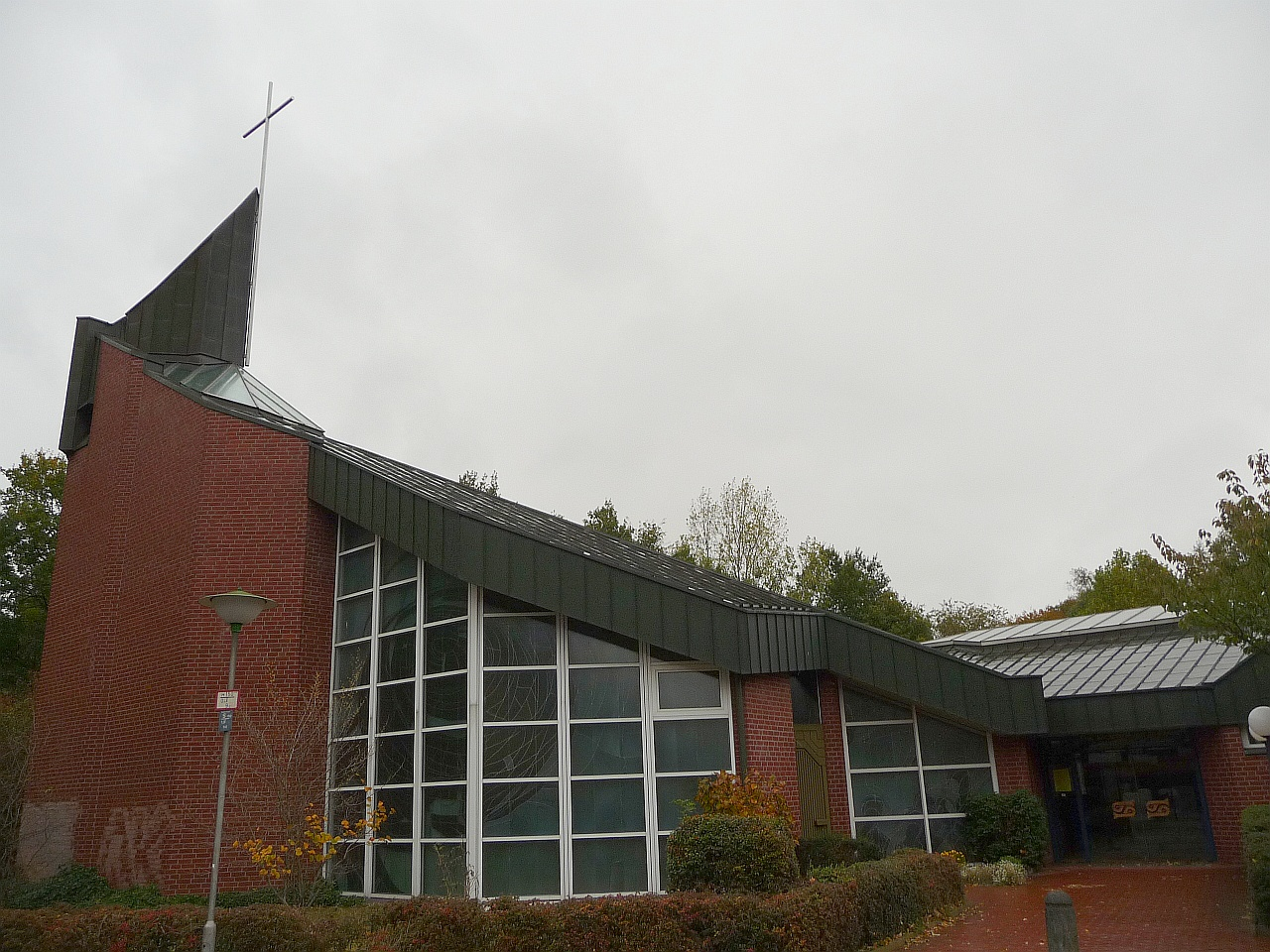
Kath. Kirche St. Thomas

Die Osterholzer Landstraße ist eine zentrale Erschließungsstraße in Bremen, Stadtteil Osterholz, Ortsteile Ellenerbrok-Schevemoor, Ellener Feld und Blockdiek. Sie führt überwiegend in Süd-Nord-Richtung von dem Ortsteil Osterholz und der Osterholzer Heerstraße bis zur Rockwinkeler Landstraße nach Oberneuland.
Die Querstraßen und Anschlussstraßen wurden benannt u. a. als Osterholzer Heerstraße nach dem Stadtteil, Heinz-Hinners-Platz nach dem Ortsamtsleiter, Politiker (SPD) und Bremer Bürgerschaftsabgeordneten (1912–1990), Soltend nach dem Ende des häufigen Salzschmuggels beim Bremer Zollanschluss von 1888, Privatweg (Erschließung von rückwärtig gelegenen Hammergrundstücken), An der Kämenade nach einem festen Haus der Bauernfamilie Kämena, die danach ein Bauernhaus bauten, Oewerweg (Oever = Ufer), Poggenburg nach den Poggen = Frösche, Zufahrt und interne Erschließungsstraße auf dem Gelände des Klinikums Bremen-Ost, Dauelser Straße, Am Hallacker nach dem niederdeutschen Wort hall, helle hier für das Wasser auf dem Acker, Ellener Dorfstraße nach dem alten Dorf Elen (1300) bzw. Elne (1354), das seit 1426 zum Goh Hollerland gehörte, Ludwig-Roselius-Allee 1962 nach dem Gründer der Bremer Firma Kaffee Hag und Mäzen Ludwig Roselius (1874–1943), Züricher Straße nach der Schweizer Stadt, Am Hilgeskamp (hilge = heilig) nach der Komturei des Deutschen Ordens in Bremen (1230–1564) mit ihrer Heiliggeistkirche als früherer Eigentümer des Heiligengeist Kamp, Grenzwehr nach dem Stauwehr an dem Grenzgraben und Rockwinkeler Landstraße nach dem 1181 erwähnten Dorf, das 1888 zu Oberneuland kam; ansonsten siehe beim Link zu den Straßen.

## Geschichte

### Name
Die Osterholzer Landstraße wurde nach dem früheren Dorf und heutigen Stadtteil benannt, 1181 als Osterholt(e) zuerst erwähnt, 1246 als Hosterholte. Der Name deutet auf Waldbestände hin.

### Entwicklung
Zwischen dem ursprünglichen Dorf Osterholz und den Dörfern Ellen und Rockwinkel gab es eine alte Wegeverbindung.

Nachdem im Bremer Osten für rund 30.000 Bürger die Großwohnsiedlung in der Vahr entstand, folgte von 1965 bis 1970 der Ortsteil Blockdiek für rund 8000 Einwohner, zudem das Ellener Feld mit einer kleinteiligen Wohnbebauung und in den 1970er Jahren Tenever mit über 2500 Wohnungen.
In der Osterholzer Landstraße gab es in der Nachkriegszeit bis in die 1980er/1990er Jahre mehrere Gewerbe- und Handwerksbetriebe, wie unter anderem zwei größere Gärtnereien, sowie mehrere Einzelhandelsgeschäfte verschiedener Branchen. Viele davon wurden inzwischen geschlossen, einige an andere Standorte verlegt. Heute (Stand 2019) sind nur noch wenige Dienstleistungs- und Handwerksbetriebe sowie einige Kioske anzutreffen. In den 1980er bis 1990er Jahren wurden im Straßenabschnitt von der Osterholzer Heerstraße bis zur Ludwig-Roselius-Allee jährliche Straßenfeste und zudem im Jahr 2006 anlässlich der „825-Jahr-Feier von Osterholz“ ein Stadtteilfest veranstaltet, die über den Stadtteil hinaus teils Tausende Besucher anlockten.

### Verkehr
Die neue Straßenbahnlinie 1 fuhr ab 1967 zwischen Arsterdamm und Blockdiek. Sie wurde 1968 bis zur Endstelle „Osterholz“ am Schweizer Eck in Ellenerbrok-Schevemoor sowie 2012/13 über Tenever nach Mahndorf verlängert.

Die Straßenbahn Bremen tangiert seitdem mit der Linie 1 (Huchting – S Bf Mahndorf) die Straße im Norden.
Im Nahverkehr in Bremen durchfahren die Straße die Buslinien 33 und 34 (Horn ↔ Sebaldsbrück); die Buslinie 25 (Weidedamm-Süd ↔ Hauptbahnhof ↔ Osterholz) kreuzt die Straße an der Ludwig-Roselius-Allee/Züricher Straße und die Linie 37 (Sebaldsbrück – Osterholzer Heerstraße – Bf Mahndorf) tangiert die Straße im Süden.

## Gebäude und Anlagen
An der alleeartigen Straße mit größtenteils beidseitigem Bestand an alten Eichenbäumen stehen überwiegend ein- und zweigeschossige Gebäude.
Bremer Baudenkmale
- Das benachbarte Gebäudeensemble des früheren St.-Jürgen-Asyls im heutigen Klinikum Bremen-Ost von 1900 bis 1904 und von 1907 bis 1915 im Reformstil der Jahrhundertwende, nach Plänen von Hugo Weber und Hugo Wagner, Bauleitung Hans Ohnesorge.[2]

Erwähnenswerte Gebäude und Anlagen
- Nr. 47: 1-gesch. Osterholzer Apotheke
- Nr. 49a: 3-gesch. Neubaukomplex mit drei verbundenen Bauten von 2014 sowie einem denkmalgeschützten Altbau (ehemaliges Haus 4) auf einem vormals zum Klinikum Bremen-Ost gehörenden Gelände an der Osterholzer Landstraße/Ecke Oewerweg; als neu geschaffene Fachklinik für Suchttherapie „RehaCentrum Alt-Osterholz“ des Trägervereins Therapiehilfe, mit 100 Therapieplätzen (zum Teil als Tagesklinik); erbaut nach Plänen von Ute Kastens (Bremen) teils auf einem älteren Hochbunker[3]
- Nr. 51 (Zufahrt zum Gelände des Klinikums Bremen-Ost):
  - 2-gesch. unter Denkmalschutz stehendes Gebäude, heute Haus 7 des Klinikums Bremen-Ost (Tagesklinik, sowie Sozialpsychiatrische Beratungsstelle Ost), früher Wärterwohnungen von 1904 im Reformstil des ehemaligen St.-Jürgen-Asyls[4]
  - Kindertagesstätte „Kinderhaus Arche“ des Deutschen Roten Kreuzes – DRK Bremen, früher (vor Umbau und Erweiterung) Schwesternschule des vormaligen Zentralkrankenhauses Bremen-Ost (heute Klinikum Bremen-Ost)
- Nr. 72: 1-gesch. Wohnhaus mit Mansarddach und Erker
- Ecke Grenzwehr Nr. 61: Kath. St. Thomas-Kirche von 1985 der Pfarrgemeinde St. Raphael Bremen mit Kindergarten, die eine Notkirche (Nurdachkirche/„Schwedenkirche“) aus den 1960er Jahren ablöste
- Überführung (kreuzungsfrei) durch die hochgelegte Straßenbahnlinie 1